# Bartolomeo Altomonte

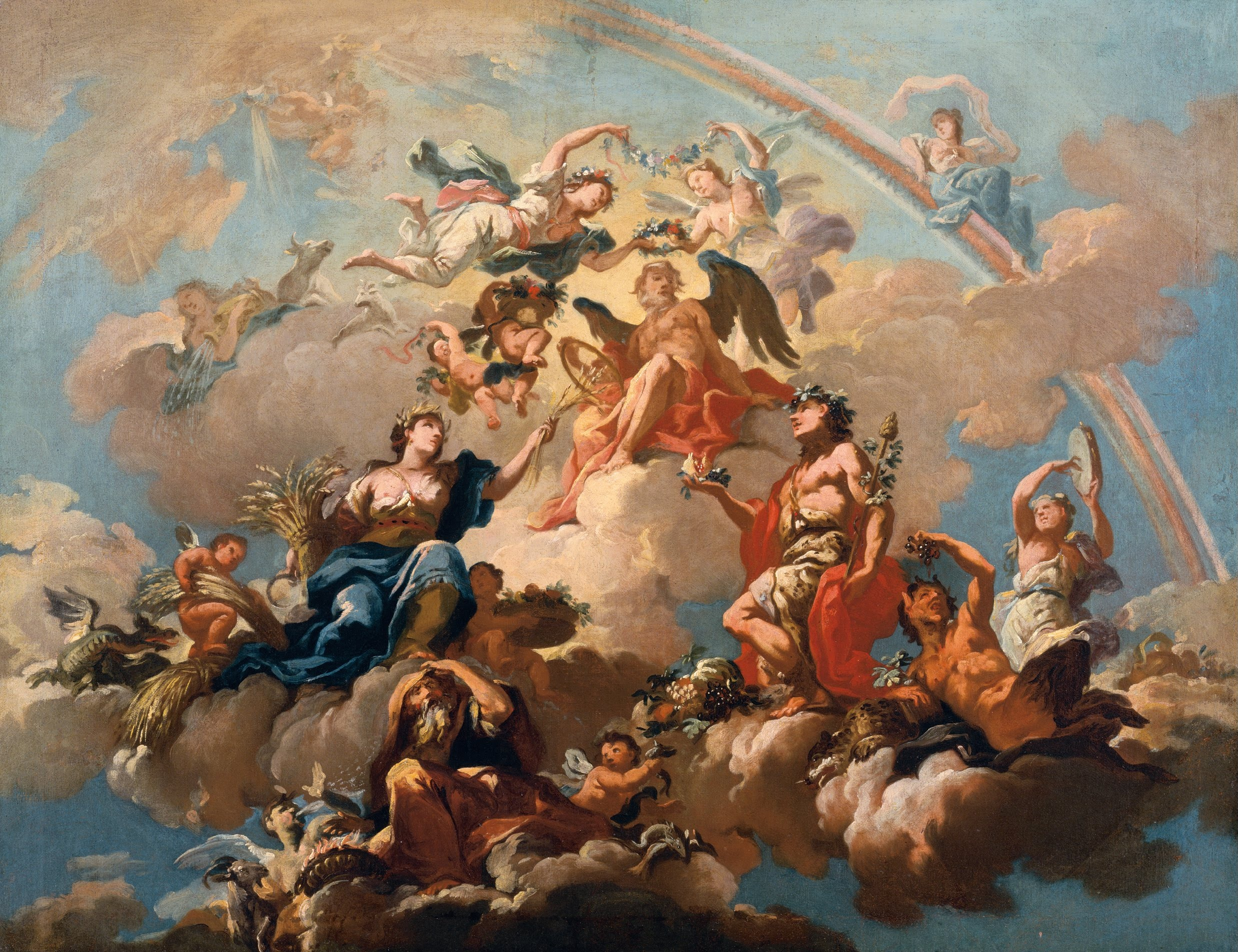
As Quatro Estações Coroando Cronos (1737), óleo sobre tela, de Bartolomeo Altomonte.

Bartolomeo Altomonte, também conhecido como Bartholomäus Hohenberg (24 de fevereiro de 1694 - 11 de novembro de 1783), foi um pintor barroco austríaco, filho do também pintor Martino Altomonte.